# Radio 32 Goldies
Radio 32 Goldies ist  ein Programm der Privatradiostation Radio 32 im Schweizer Mittelland.
Radio 32 Goldies ging am 24. Oktober 2001 auf Sendung. Das Programm richtet sich an Oldieliebhaber und bietet Musik aus den 1960er, 1970er und 1980er Jahren.
Produziert und gesendet wird das Non-Stop-Musikprogramm aus den Studioräumlichkeiten von Radio 32 in Solothurn.

## Verbreitung
Das Programm von Radio 32 Goldies wird in ausgewählten Teilen des Schweizer Mittellandes über das Kabelnetz ausgestrahlt und kann auch im Internet sowie über die Goldies App empfangen werden.